# Oxypoda bicolor
Oxypoda bicolor es una especie de escarabajo del género Oxypoda, familia Staphylinidae. Fue descrita científicamente por Mulsant & Rey en 1853.
Se distribuye por Europa. Mide aproximadamente 2,5-3 milímetros de longitud. Se ha registrado a elevaciones de 870 metros. Suele habitar en la hojarasca.